# ملتهمة متغيرة
ملتهمة متغيرة (بالإنجليزية: Variovorax)‏ هي جنس من البكتيريا، سلبية الغرام.